# Salzburger Landesregierung
Die Salzburger Landesregierung ist seit 1918 das höchste Verwaltungsorgan des österreichischen Bundeslandes Salzburg. Den Vorsitz führt die Landeshauptfrau. Dies ist seit 2025 Karoline Edtstadler. Sie steht seit 2025 der Landesregierung Edtstadler vor und repräsentiert das Land Salzburg nach außen.

## Aktuelle Mitglieder der Landesregierung
Die Salzburger Landesregierung konstituierte sich mit sieben Mitgliedern. Davon sind vier Mitglieder der ÖVP und drei von der FPÖ. Die Zusammensetzung der Landesregierung erfolgte auf Basis einer Koalition zwischen den Parteien ÖVP und FPÖ.
- Karoline Edtstadler (ÖVP), Landeshauptfrau
- Marlene Svazek (FPÖ), Landeshauptfrau-Stellvertreterin
- Stefan Schnöll (ÖVP), Landeshauptfrau-Stellvertreter
- Daniela Gutschi (ÖVP), Landesrätin
- Josef Schwaiger (ÖVP), Landesrat
- Christian Pewny (FPÖ), Landesrat
- Martin Zauner (FPÖ), Landesrat

## Chronik
Durch eine Fehlfunktion der EDV waren die Landesregierung und die Bezirkshauptmannschaften am 7. Juli 2022 bis mittags weder per Website noch per Telefon erreichbar. Als Ursache wird ein fehlerhaftes Update in der Nacht davor kommuniziert. Eigenständige Kommunikationssysteme für Notfälle und Katastrophen waren vom Ausfall nicht berührt.